# 사이먼 콜로시모
사이먼 콜로시모(Simon Colosimo, 1979년 1월 8일 ~ )는 오스트레일리아의 전 축구 선수이다. 현역 시절 포지션은 수비수이다.